# أليسيدس بينتو دي ميلو جونيور
أليسيدس بينتو دي ميلو جونيور (مواليد 20 فبراير 1990)، هو لاعب كرة قدم كان يلعب كمدافع.

## وصلات خارجية
- أليسيدس بينتو دي ميلو جونيور على موقع قاعدة بيانات كرة القدم.إي يو (الإنجليزية)
- أليسيدس بينتو دي ميلو جونيور على موقع Soccerway.com (الإنجليزية)